# Hubert Minnis
Hubert Minnis, est un médecin et homme d'État bahaméen, né le 16 avril 1954 à Bain Town, sur l'île de New Providence. Il est Premier ministre des Bahamas du 11 mai 2017 au 17 septembre 2021.

## Biographie

### Études et carrière professionnelle
Hubert Minnis suit ses études secondaires aux Bahamas avant de fréquenter l'université du Minnesota, puis obtient son doctorat de médecine de l'université des Indes occidentales et sa spécialité en gynécologie obstétrique en Angleterre en 1985. Il sert alors comme médecin puis chef de service à l'hôpital Princesse Margaret de Nassau. Il s'investit aussi beaucoup dans les associations professionnelles médicales des Bahamas.
Il possède une fortune s'élevant à 11 millions d’euros.

### Parcours politique
En 2007, il est élu pour la première au Parlement sous l'étiquette du Mouvement national libre (FNM) et devient ministre de la Santé du gouvernement d'Hubert Ingraham. Après la défaite du FNM en 2012 et la démission d'Hubert Ingraham de son poste de député et de chef du parti, Hubert Minnis devient le nouveau chef du FNM et chef de l'opposition. Son autorité est cependant très contestée et en décembre 2016, des membres du FNM demandent au gouverneur général, Dame Marguerite Pindling, de nommer Loretta Butler-Turner comme chef de l'opposition.
Cependant, les partisans de Minnis au sein du parti mènent une active politique de reconquête et les opposants internes sont obligés de se présenter sans l'étiquette du Parti. Le FNM remporte largement les élections législatives de 2017 et Hubert Minnis devient Premier ministre le 11 mai.
Son gouvernement s'aligne sur celui des États-Unis concernant les relations internationales. Au sujet du Venezuela, il refuse de reconnaître le président Nicolas Maduro et apporte son soutien à Juan Guaido, un dirigeant de l'opposition s'étant autoproclamé président. Il est convoqué avec les autres dirigeants pro-américains des Caraïbes à une réunion avec Donald Trump en mars 2019 pour définir une politique commune sur la situation au Venezuela et les « pratiques économiques prédatrices » de la Chine.
À partir du 30 novembre 2020, après la démission de Kevin Peter Turnquest, il devient ministre des Finances, fonction qu'il cumule avec celle de chef du gouvernement.
Les élections législatives du 16 septembre 2021 sont marquées par la victoire du Parti libéral progressiste dont le chef, Philip Davis, succède à Hubert Minnis comme Premier ministre.